# Jan Trepczyk
Jan Trepczyk (kaszub. Jón Trepczik; ur. 22 października 1907 w Stryszej Budzie k. Mirachowa, zm. 3 września 1989 w Wejherowie) – jeden z najwybitniejszych poetów kaszubskich, pieśniarz, członek Zrzeszenia Regionalnego Kaszubów w Kartuzach i kręgu Zrzeszeńców oraz Zrzeszenia Kaszubsko-Pomorskiego ideolog kaszubski, leksykograf – autor słownika polsko-kaszubskiego, pedagog, współzałożyciel Muzeum Piśmiennictwa i Muzyki Kaszubsko-Pomorskiej w Wejherowie.

## Życiorys

### Dzieciństwo i młodość
Jan Trepczyk urodził się 22 października 1907 r. we wsi Strysza Buda k. Mirachowa, w pow. kartuskim, jako piąte, najmłodsze dziecko w chłopskiej rodzinie Jana i Berty z d. Hebel. W latach 1914–1921 uczył się w szkole podstawowej w Mirachowie, najpierw po niemiecku, potem po polsku. Tam zetknął się z Aleksandrem Labudą, który ukształtował jego zainteresowania kulturą kaszubską. Od 1921 r. kształcił się w Państwowym Seminarium Nauczycielskim Męskim w Kościerzynie. Uczył go m.in. poeta kaszubski ks. Leon Heyke. W 1926 r. ukończył szkołę i podjął pracę jako nauczyciel w szkole podstawowej w Kartuzach. Od 1927 r. uczył w Miszewie k. Żukowa.
Latem 1928 r. wraz z A. Labudą odwiedził dr. A. Majkowskiego, który został jego duchowym przewodnikiem. Wraz z Labudą i A. Stoltmannem Trepczyk przygotował w następnym roku zjazd nauczycielski w Kartuzach, na którym założono Zrzeszenie Regionalne Kaszubów. Został jego sekretarzem, a później stał się jednym z głównych „zrzeszińców”. W tym samym roku zadebiutował literacko na łamach „Chëczy Kaszëbsczi”. Publikował też w „Gryfie Kaszubskim” i „Zrzeszy Kaszëbsczi”, którą później także redagował.
W 1934 r. został przeniesiony decyzją władz do Rogoźna, a rok później do Tłukaw w Wielkopolsce, by osłabić w ten sposób środowisko kaszubskich działaczy, którym zarzucano tendencje separatystyczne. Na tej „emigracji” wydał śpiewnik po kaszubsku, nadal wiele też publikował i nie zmienił swych poglądów na sprawy kaszubskie.

### II wojna światowa
Wrzesień 1939 r. zastał Trepczyka w Tłukawach, gdzie potem władze niemieckie pozwoliły mu mieszkać. Latem 1940 r. wrócił na Kaszuby i pracował jako kasjer w urzędzie gminy w Sianowie. Był w 2 Korpusie Polskim Polskich Sił Zbrojnych na Zachodzie we Włoszech w armii Andersa.

### Działalność kaszubska, praca i rodzina
W 1930 r. poślubił Anielę z d. Rompska, z którą miał sześcioro dzieci: Bogusławę (1930), Świętopełka (ur. 1931, zm. 2011), Mirosławę (1933), Damrokę (1934), Mestwina (ur. 1935, zm. 1943) i Sławę (1937). O wielkim przywiązaniu do ziemi pomorskiej, jak i znajomości jej historii świadczy fakt nadawania swoim dzieciom starodawnych imion słowiańskich, typowych dla dynastii książąt pomorskich. W 1951 r., po śmierci pierwszej małżonki, ożenił się z Leokadią Czają. W 1967 r. przeszedł na emeryturę. Dwa lata później przeprowadził się na ul. Zwycięstwa, gdzie mieszkał do śmierci. W czerwcu 1946 r. wrócił do kraju i zamieszkał w Wejherowie przy ul. Bukowej, a potem Kopernika. Przez ponad 20 lat pracował tam jako nauczyciel muzyki w SP nr 4. Uczył także geografii, plastyki i matematyki. Opracowaniem jego biografii i twórczości zajął się Edmund Kamiński, zięć Leokadii.
Od powrotu do kraju włączył się w pracę kulturalno-społeczną na Kaszubach. Publikował m.in. w „Zrzeszë Kaszëbsczi”, „Echu Ziemi Wejherowskiej”, „Kaszëbach”, a później m.in. w „Pomeranii”. Tworzył poematy, krótkie nowele i szkice, a przede wszystkim wiersze i pieśni, do tekstów własnych i cudzych. Nie miał specjalistycznego wykształcenia muzycznego, ale miał niezwykły talent i zmysł melodyczny, którego dowodem są jego utwory na chór. Sam pięknie śpiewał, potrafił też grać m.in. na pianinie i skrzypcach. W latach 1952–1954 zbierał folklor kaszubski po wsiach i małych miasteczkach, studiował też mowę kaszubską, jej odmiany i słownictwo. Pracował nad pisownią kaszubską. Stawał się jednym z głównych działaczy regionalnych na Kaszubach.
W grudniu 1956 r. włączył się w organizację Zrzeszenia Kaszubskiego i został prezesem jego oddziału wejherowskiego. Zdobył dla niego lokal w centrum miasta i rozwinął różnorodną działalność, m.in. teatralną, muzyczną, prelekcyjną i wystawienniczą. Złożył prezesurę w 1961 r., kiedy to został wciągnięty w krąg działaczy kaszubskich niesłusznie oskarżonych o separatyzm i współpracę z niemieckimi rewanżystami. Władze ZK udzieliły mu nagany. Wrócił na czteroletnią kadencję w 1967 r. Wydarzenia te nie osłabiły tempa jego pracy kulturalnej i twórczości artystycznej. Jan Trepczyk tworzył nadal poezje i pieśni, współorganizował wejherowski Festiwal Pieśni o Morzu, zakładał chóry i zespoły folklorystyczne, a także starał się o powołanie w Wejherowie muzeum kaszubsko-pomorskiego. W 1967 r. otrzymał Medal Stolema, a w 1971 Złoty Krzyż Zasługi. Wrócił na stanowisko prezesa oddziału wejherowskiego Zrzeszenia Kaszubsko-Pomorskiego i był nim przez dwie kadencje (1967–1973).

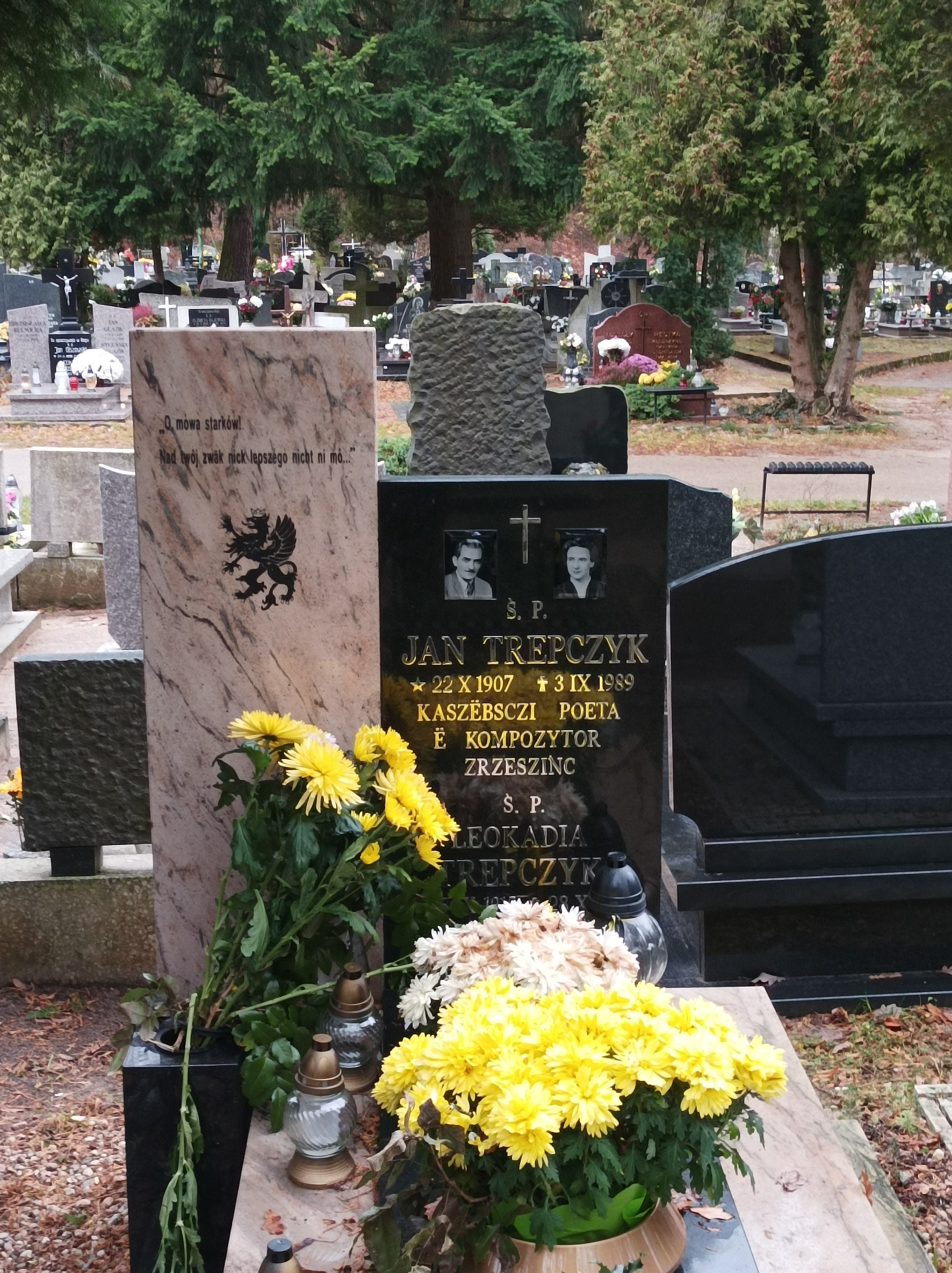
Grób Jana Trepczyka na cmentarzu Śmiechowskim

### Apogeum
W latach 70. wydano pierwsze po wojnie publikacje książkowe J. Trepczyka: arkusz wierszy Moja stegna (1970), dwa śpiewniki w opracowaniu lęborskiego muzyka Juliusza Mowińskiego Rodnô Zemia (1974) i Moja chëcz (1978), wiersze dla dzieci Ukłôdk dlô dzôtk (1975), a przede wszystkim obszerny zbiór poezji Odecknienié (1977), zawierający ponad 80 wierszy. Wstępem opatrzył go Tadeusz Bolduan, a sylwetkę autora napisał Edmund Puzdrowski. W 1979 r. został członkiem Związku Literatów Polskich. W 1980 r. wznowiono Ukłôdk dlô dzôtk i wydano sławny śpiewnik Trepczykowy Lecë choranko – ponad 80 pieśni. Utwory Jana Trepczyka trafiły też do kilku antologii, w tym niemieckiej Kaschubische Anthologie (1973), a sam poeta został uhonorowany w 1979 r. okolicznościową publikacją kaszubską Pasja twórczego życia, wydaną w hołdzie również Marianowi Mokwie i Aleksandrowi Labudzie. Dwa lata później Trepczykowi przyznano Krzyż Kawalerski Orderu Odrodzenia Polski, a w 1985 r. Medal Zasłużonym Ziemi Wejherowskiej. Pod koniec 1986 r. został honorowym członkiem Zrzeszenia Kaszubsko-Pomorskiego.
Ostatnie lata życia Jan Trepczyk spędził bardzo pracowicie. Tworzył poezje i pieśni, spisywał swe wspomnienia, publikował, prowadził zespoły śpiewacze i sam występował, najczęściej w małych zespołach z żoną, pasierbicą Zofią i zięciem Edmundem Kamińskim. Przygotował wielki słownik polsko-kaszubski i szukał dla niego możliwości publikacji. Doczekać tego jednak nie zdążył. Chorował na raka krtani, musiał posługiwać się wzmacniaczem głosu, pod koniec życia zaatakował go także półpasiec. Zmarł 3 września 1989 r. w Wejherowie, gdzie został też pochowany na cmentarzu Śmiechowskim. Spoczywa w grobie z żoną Leokadią, zmarłą prawie 10 lat później, 28 listopada 1998 r.

### Pokłosie
Do historii literatury kaszubskiej Jan Trepczyk przeszedł jako jeden z najpracowitszych jej twórców, człowiek pełen entuzjazmu, o wielostronnych zainteresowaniach i rozlicznych talentach. W poezji opiewał kaszubskie krajobrazy, historię i przeszłość tej ziemi oraz jej mieszkańców. Tworzył tradycyjne utwory, zwrotkowe i rymowane, które opatrywał pięknymi melodiami, niemającymi do dziś sobie równych pod względem inwencji, pełnymi szczerych emocji, humoru, a czasem też patosu. Spis jego utworów obejmuje 133 znanych pieśni. Zostały one opracowane przez Juliusza Mowińskiego i Zbigniewa Szablewskiego. Jako pisarz i leksykograf utrwalał bogactwo kaszubskiej mowy, rozwijał ją poprzez stylowe neologizmy i archaizmy; wykonał olbrzymią pracę w tym kierunku, mogącą z dumą stać obok dzieła ks. Bernarda Sychty. Zostawił bogaty dorobek artystyczny, rozwijany przez kolejne pokolenia kaszubskich twórców.
Pośmiertnie wydano w dwóch tomach wspomniany Słownik polsko-kaszubski (1994), zawierający ok. 60 tys. haseł i opracowany przez prof. Jerzego Tredera, wznowiono też – w poszerzonej wersji – śpiewnik Lecë choranko. Równolegle ukazała się kaseta magnetofonowa pod tym tytułem zawierająca 27 utworów ze zbioru, a w 2004 r. kilka pieśni Jana Trepczyka znalazło się na płycie kompaktowej Mòrze. Kaszubskie pieśni o morzu. 18 czerwca 2004 r. imię Trepczyka przyjęła szkoła w Miszewie, w której pracował przed wojną przez 7 lat, nosi je też wejherowskie Towarzystwo Śpiewacze, kontynuujące tradycję zespołów założonych przez Trepczyka. Zresztą pierwszy swój występ miało ono właśnie w Miszewie, na nadaniu imienia szkole.
Jego imię otrzymały krótkie ulice w Wejherowie, Rumi i Bolszewie.

### Publikacje
- Kaszebskji pjesnjôk. Dzél I, Rogoźno Wlkp. 1935 (32 utwory)
- Moja stegna, Gdańsk 1970 (28 wierszy)
- Rodnô Zemia, Gdańsk 1974 (pieśni w opr. Juliusza Mowińskiego)
- Ukłôdk dlô dzôtk, Gdańsk 1975 (9 piosenek)
- Odecknienié, Gdańsk 1977
- Moja chëcz, Gdańsk 1978 (5 pieśni w opr. Juliusza Mowińskiego)
- Lecë choranko, Gdańsk 1980 (85 pieśni)
- Ukłôdk dlô dzôtk, Gdańsk 1980 (wznowienie)
- Słownik polsko-kaszubski, Gdańsk 1994
- Lecë choranko. Pieśni kaszubskie, Wejherowo 1997 (wydanie poszerzone plus kaseta)
- Hej mòrze, mòrze. Zbiór pieśni 1, Wejherowo 2008
- Marika. Zbiór pieśni 2, Wejherowo 2008